# Heilsbronn
Heilsbronn este un oraș din Franconia Mijlocie, landul Bavaria, Germania.